# Gale Gordon
Pour les articles homonymes, voir Gordon.

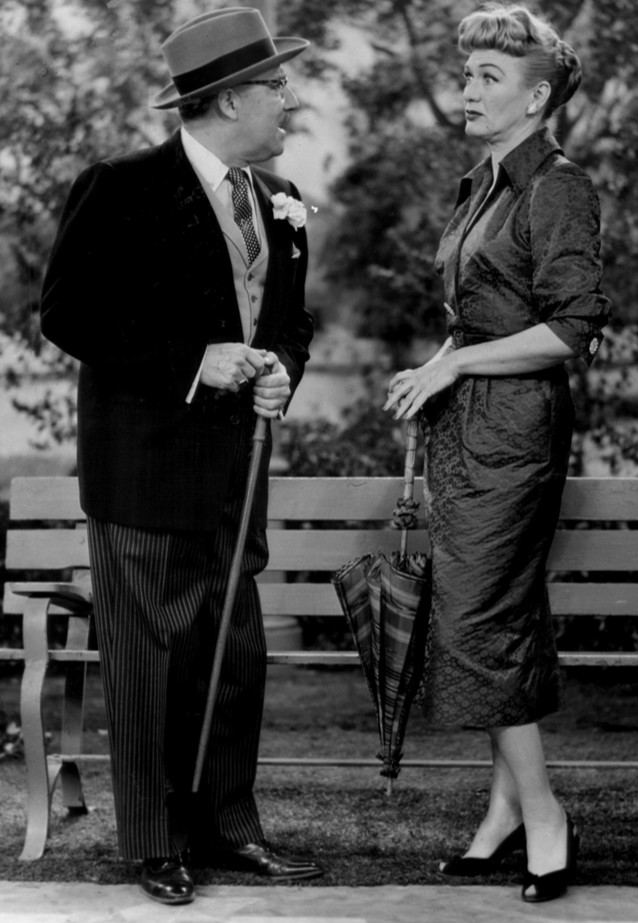
Avec Eve Arden, dans la série télévisée Our Miss Brooks (photo promotionnelle, 1955)

Charles Thomas Aldrich Jr. — né le 20 février 1906 à New York (État de New York), mort le 30 juin 1995 à Escondido (Californie), d'un cancer du poumon — est un acteur américain, connu sous le nom de scène de Gale Gordon.

## Biographie
Très actif à la radio durant sa carrière, Gale Gordon participe à des émissions et séries radiophoniques dès les années 1930, dont Speed Gibson of the International Secret Police (en) (1937-1939), My Favorite Husband (en) (1948-1949, avec Lucille Ball) et Our Miss Brooks (1948-1957, avec Eve Arden). Notons que certaines de ces séries sont adaptées au petit ou au grand écran ; ainsi, dans la série télévisée Our Miss Brooks (cent-trente épisodes, 1952-1956) et dans le film du même titre (en) (1956), il reprend son rôle initial d'Osgood Perkins, aux côtés d'Eve Arden.
Pour sa contribution à la radio, une étoile lui est dédiée sur le Walk of Fame d'Hollywood Boulevard.
À la télévision américaine, il apparaît dans vingt-six séries entre 1952 et 1991. Notamment, il retrouve Lucille Ball sur ses sitcoms, dont L'Extravagante Lucy (cent-onze épisodes, 1963-1968). Citons également Denis la petite peste (quarante-quatre épisodes, 1962-1963).
S'ajoutent cinq téléfilms disséminés de 1950 à 1981.
En raison de ses activités à la radio et à la télévision, Gale Gordon collabore au cinéma à seulement seize films américains, le premier sorti en 1933. Mentionnons La Brune brûlante de Leo McCarey (1958, avec Paul Newman et Joanne Woodward), À plein tube de Norman Taurog (son avant-dernier film, 1968, avec Elvis Presley et Nancy Sinatra) et Les Banlieusards de Joe Dante (avec Tom Hanks et Carrie Fisher), son dernier film sorti en 1989.
Au théâtre enfin, il joue à Broadway (New York) dans une pièce représentée en 1936, Daughters of Atreus de Robert Turney (en) (avec Olive Deering et Edmond O'Brien).

## Radio (sélection)
(séries)
- 1935 : The Amazing Interplanetary Adventures of Flash Gordon : Flash Gordon
- 1935-1959 : Fibber McGee and Molly (en) : le maire LaTrivia / Foggy Williams
- 1937 : The Cinnamon Bear (en) : Weary Willie « the Stork » / Oliver Ostrich
- 1937-1939 : Speed Gibson of the International Secret Police (en) : « The Octopus »
- 1948-1950 : My Favorite Husband (en) : M. Rudolph Atterbury
- 1948-1957 : Our Miss Brooks : Osgood Conklin
- 1950 : Granby's Green Acres (en) : M. Granby

## Filmographie partielle

### Cinéma
- 1933 : Elmer, the Great de Mervyn LeRoy : un annonceur radio
- 1942 : Here We Go Again d'Allan Dwan : Otis Cadwalader
- 1950 : Suzy... dis-moi oui (A Woman of Distinction) d'Edward Buzzell : un employé de gare
- 1952 : Here Come the Nelsons de Frederick de Cordova
- 1956 : Our Miss Brooks d'Al Lewis : Osgood Conklin
- 1958 : La Brune brûlante (Rally 'Round the Flag, Boys!) de Leo McCarey : le brigadier-général W. A. Thorwald
- 1959 : Tiens bon la barre, matelot (Don't Give Up the Ship) de Norman Taurog : le congressiste Mandeville
- 1960 : Mince de planète (Visit to a Small Planet) de Norman Taurog : Bob Mayberry
- 1961 : All Hands on Deck de Norman Taurog
- 1961 : Il a suffi d'une nuit (All in a Night's Work) de Joseph Anthony : Oliver Dunning
- 1965 : Deux Cinglés à l'armée (Sergeant Dead Head) de Norman Taurog
- 1968 : À plein tube (Speedway) de Norman Taurog : R. W. Hepworth
- 1989 : Les Banlieusards (The 'Burbs) de Joe Dante : Walter Seznick

### Télévision

#### Séries
- 1952 : I Love Lucy, saison 1, épisode 33 Lucy's Schedule de Marc Daniels et épisode 35 Ricky Asks for a Raise de Marc Daniels : M. Alvin Littlefield
- 1952-1956 : Our Miss Brooks, saisons 1 à 4, 130 épisodes : Osgood Conklin
- 1956 : Climax!, saison 2, épisode 36 A Trophy for Howard Davenport de Buzz Kulik : Dr Raymond Forrest
- 1962 : The Donna Reed Show, saison 4, épisode 17 Dr. Stone and His Horseless Carriage (M. Webley) de Norman Tokar et épisode 33 Donna Meets Roberta (Dudley Brockton)
- 1962-1963 : Denis la petite peste (Dennis the Menace), saisons 3 et 4, 44 épisodes : John Wilson
- 1963-1968 : L'Extravagante Lucy (The Lucy Show), saisons 2 à 6, 111 épisodes : M. Theodore J. Mooney

#### Téléfilms
- 1950 : The Marionette Mystery de William Cameron Menzies : le docteur
- 1964 : Mr. and Mrs. de Jack Donohue : M. Harvey
- 1977 : Lucy Calls the President de Marc Daniels : Omar Whittaker
- 1977 : The Honeymooners de Jackie Gleason : M. Marshall
- 1981 : Bungle Abbey de Lucille Ball (court métrage) : « The Abbot »

## Théâtre à Broadway (intégrale)
- 1936 : Daughters of Atreus de Robert Turney : Agamemnon